# Clisson

Localització de Clisson

Clisson (en gal·ló Cliczon) és un municipi francès, situat a la regió de país del Loira, al departament de Loira Atlàntic, que històricament ha format part de la Bretanya. L'any 2006 tenia 6.600 habitants. Limita amb els municipis de Gétigné, Mouzillon, Gorges, Saint-Hilaire-de-Clisson, Cugand (Vendée) i Saint-Crespin-sur-Moine (Maine i Loira).
Està ubicada en la confluència de Sèvre Nantaise i Moine a 17 milles al sud-est de Nantes (accessible també per tren).

## Demografia
| Evolució de la població Cassini i INSEE |       |       |       |       |      |       |       |       |
| 1793                                    | 1800  | 1806  | 1821  | 1831  | 1836 | 1841  | 1846  | 1851  |
| 3.144                                   | 1.178 | 2.208 | 2.066 | 2.432 | -    | 2.759 | 2.852 | 2.748 |

| 1856  | 1861  | 1866  | 1872  | 1876  | 1881  | 1886  | 1891  | 1896  |
| ----- | ----- | ----- | ----- | ----- | ----- | ----- | ----- | ----- |
| 2.808 | 2.829 | 2.830 | 2.812 | 2.826 | 2.900 | 2.937 | 2.916 | 2.904 |

| 1901  | 1906  | 1911  | 1921  | 1926  | 1931  | 1936  | 1946  | 1954  |
| ----- | ----- | ----- | ----- | ----- | ----- | ----- | ----- | ----- |
| 2.820 | 2.790 | 2.760 | 2.765 | 2.777 | 2.770 | 3.051 | 3.185 | 3.447 |

| 1962  | 1968  | 1975  | 1982  | 1990  | 1999  | 2006 | 2011 | 2016 |
| ----- | ----- | ----- | ----- | ----- | ----- | ---- | ---- | ---- |
| 3.719 | 4.179 | 4.537 | 4.959 | 5.495 | 5.939 | -    | -    | -    |

| 2019 | - | - | - | - | - | - | - | - |
| ---- | - | - | - | - | - | - | - | - |
| -    | - | - | - | - | - | - | - | - |

## Història
El poble i la famosa família Clisson, pel membre més famós, en Olivier IV de Clisson, es va prendre el seu nom del seu baluard. El poble té unes ruïnes importants, en part, daten del segle xiii. El poble i el castell va ser destruït el 1792 i el 1793 durant la Revolta al Vendée.
Després de tot, l'escultor François-Frédéric Lemot va comprar el castell, i el poble va ser reconstruït al segle xix d'acord amb els seus plans. Hi ha llocs pintorescos en els parcs de la riba. El Moine és travessat per un pont gòtic i per un petit modern viaducte.
El festival de música Hellfest té lloc als afores del poble.

## Administració
| Període     | Identitat                           | Partit        |
| ----------- | ----------------------------------- | ------------- |
| 1791 - 1792 | Michel Dubouëx, 1r Maire de Clisson |               |
| 1792 - 1796 | M. Boutiller-Dubouëx                |               |
| 1796 - 1797 | François Robet                      |               |
| 1797 - 1808 | Jean-François Méchineau             |               |
| 1808 - 1816 | Firmin Zacharie de Bourneuil        |               |
| 1816 - 1817 | M. Couetoux                         |               |
| 1817 - 1830 | Antoine Robet                       |               |
| 1830 - 1834 | Antoine Fougnot                     |               |
| 1834 - 1836 | Jean-Philippe Bureau-Robinière      |               |
| 1836 - 1836 | Pierre Gautret-Dabin                |               |
| 1836 - 1838 | Félix Gautret-Piou                  |               |
| 1838 - 1839 | Pierre Méchineau                    |               |
| 1839 - 1841 | Alexis Lormière                     |               |
| 1841 - 1848 | Benjamin Lorette                    |               |
| 1848 - 1848 | Édouard Baufry                      |               |
| 1848 - 1851 | Jean-Pierre Lambourg                |               |
| 1851 - 1865 | Barthélémy-Fréderic Lemot           |               |
| 1865 - 1867 | Achille Valentin-Massicot           |               |
| 1867 - 1870 | Pierre Perraud                      |               |
| 1870 - 1871 | Édouard Baudry                      |               |
| 1871 - 1877 | Auguste Delhommeau                  |               |
| 1877 - 1878 | Théophile Baudry-Gouraud            |               |
| 1878 - 1881 | Barthélémy-Fréderic Lemot           |               |
| 1881 - 1882 | Jean Guichet                        |               |
| 1882 - 1890 | Jean-Baptiste Onillon               |               |
| 1890 - 1925 | Émile Branger Perraud               |               |
| 1925 - 1929 | Abel Gautret                        |               |
| 1929 - 1938 | Ferdinand Albert                    |               |
| 1938 - 1959 | Constant Pallard                    |               |
| 1959 - 1965 | Emile Fromageau                     |               |
| 1965 - 1977 | Pierre Delaroche                    |               |
| 1977 - 1993 | Jacques Bertrand                    |               |
| 1993 - 1995 | Emile Lejeune                       |               |
| 1995 - 2001 | Michel Merlet                       |               |
| 2001 - 2008 | Bernard Bourmaud                    |               |
| 2008 - 2014 | Jean-Pierre Coudrais                | Divers gauche |
| 2014 -      | Xavier Bonnet                       |               |

## Galeria d'imatges

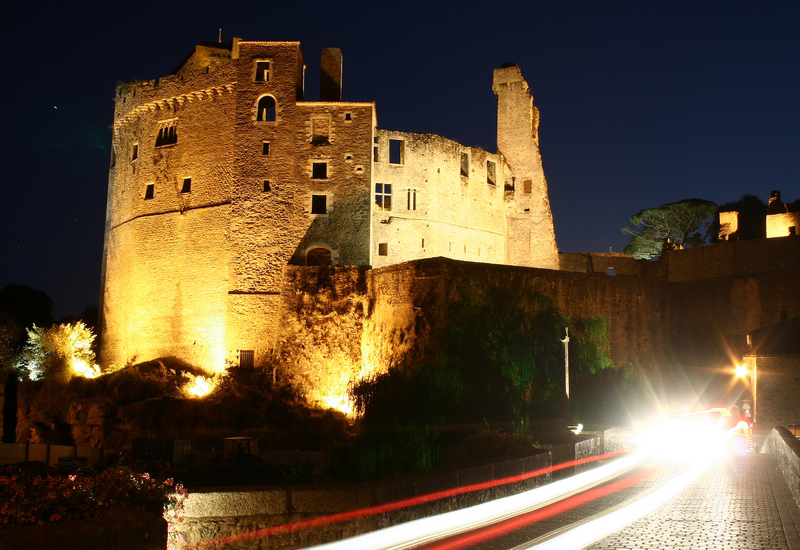
Castell de Clisson
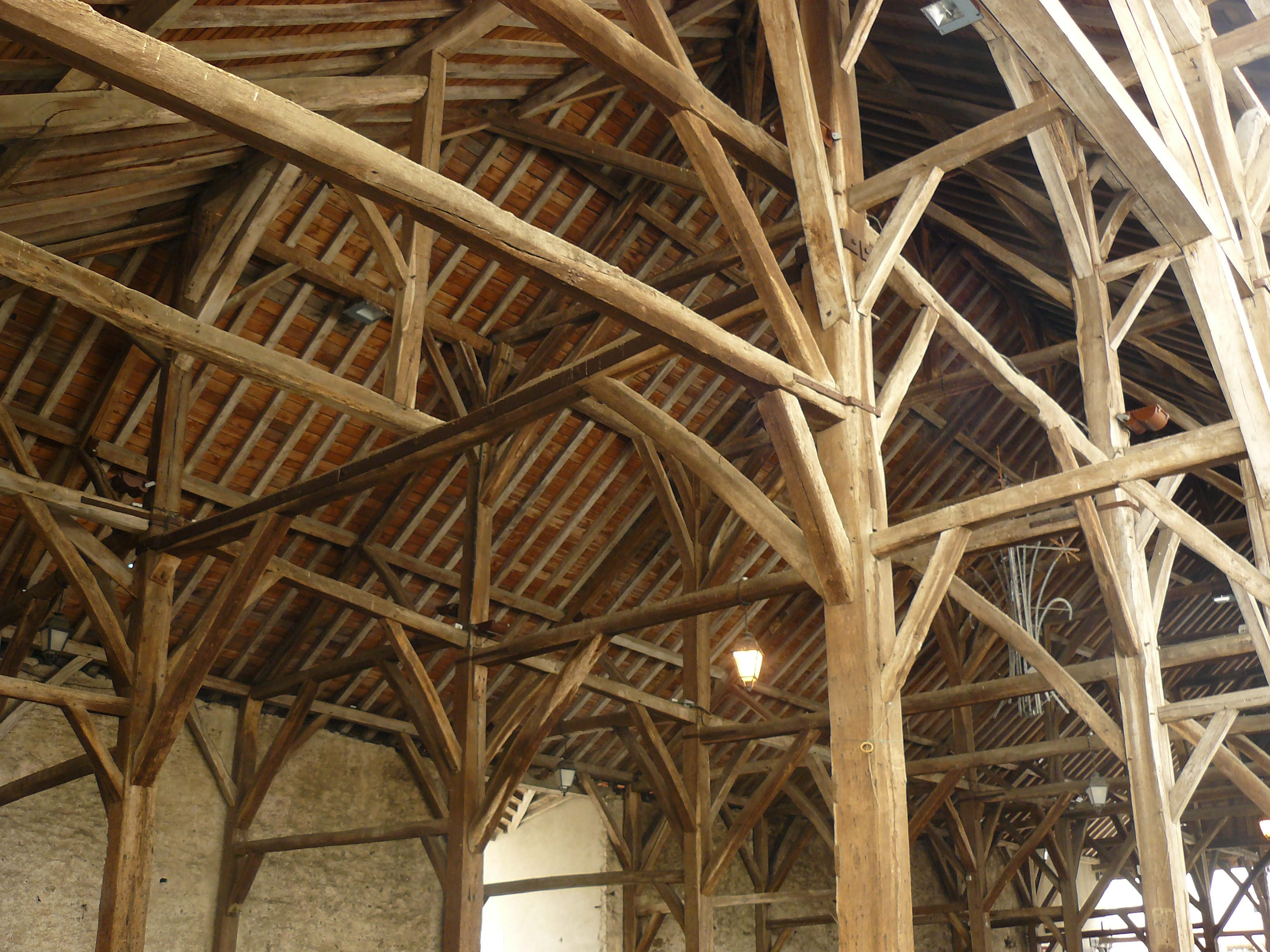
Les Halles de Clisson
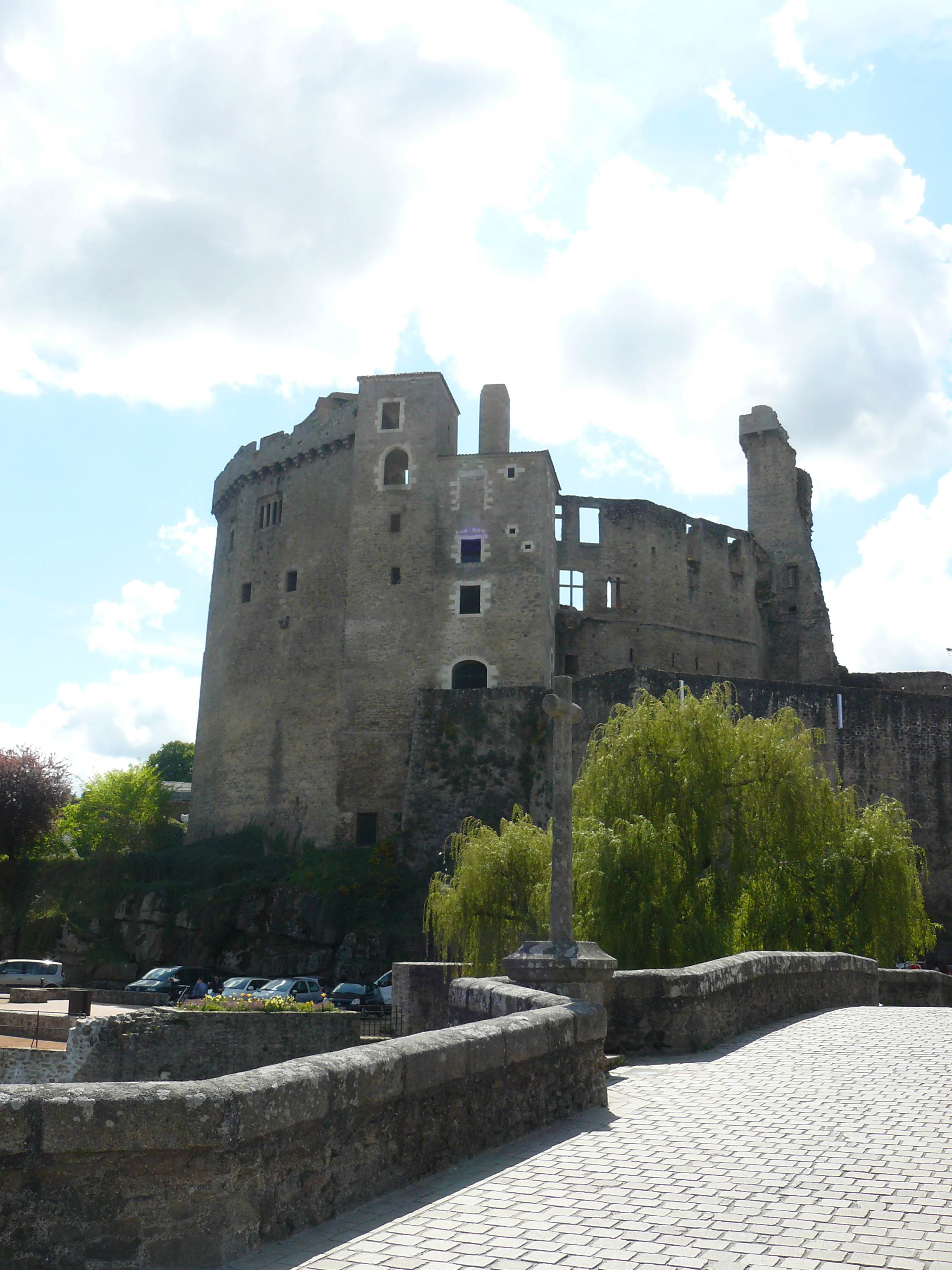
Castell de Clisson